# Kanton Melesse
Der Kanton Melesse (bretonisch Kanton Meled) ist seit 2015 ein französischer Kanton in den Arrondissements Rennes und Saint-Malo, im Département Ille-et-Vilaine und in der Region Bretagne; sein Hauptort ist Melesse.

## Geschichte
Der Kanton entstand 2015 mit der Neuordnung der Kantone in Frankreich. Die Gemeinden gehörten früher zu den Kantonen Hédé-Bazouges (7 Gemeinden), Saint-Aubin-d’Aubigné (4 Gemeinden), Rennes-Nord-Ouest (2 Gemeinden), Montfort-sur-Meu (1 Gemeinde) und Mordelles (1 Gemeinde).

## Lage
Der Kanton Melesse liegt im nordwestlichen Zentrum des Départements Ille-et-Vilaine nordwestlich von Rennes.

## Gemeinden
Der Kanton besteht aus 15 Gemeinden mit insgesamt 39.125 Einwohnern (Stand: 1. Januar 2022) auf einer Gesamtfläche von 210,24 km²:
| Gemeinde               | Gallo                 | Bretonisch         | Einwohner (2022) | Fläche (km²) | Code postal | Code Insee | Arrondissement |
| ---------------------- | --------------------- | ------------------ | ---------------- | ------------ | ----------- | ---------- | -------------- |
| Clayes                 | Claès                 | Kloued             | 941              | 4,28         | 35590       | 35081      | Rennes         |
| Gévezé                 | Jaebezae              | Gevrezeg           | 5.987            | 27,54        | 35850       | 35120      | Rennes         |
| Guipel                 | Gipèu                 | Gwipedel           | 1.735            | 25,11        | 35440       | 35128      | Rennes         |
| Hédé-Bazouges          | Hédoe-Bazój           | Hazhoù-Bazheleg    | 2.273            | 14,52        | 35630       | 35130      | Saint-Malo     |
| La Mézière             | La Mézierr            | Magoer             | 4.935            | 16,23        | 35520       | 35177      | Rennes         |
| Langouet               | Langoèt               | Langoed            | 610              | 6,99         | 35630       | 35146      | Rennes         |
| Melesse                | Melècz                | Meled              | 7.400            | 32,39        | 35520       | 35173      | Rennes         |
| Montreuil-le-Gast      | Montroelh-le-Gast     | Mousterel-ar-Gwast | 2.048            | 9,14         | 35520       | 35193      | Rennes         |
| Parthenay-de-Bretagne  | Partenae              | Pazheneg           | 1.802            | 4,80         | 35850       | 35216      | Rennes         |
| Saint-Germain-sur-Ille | Saent-Jermaen-sur-Ill | Sant-Jermen-an-Il  | 1.023            | 3,90         | 35250       | 35274      | Rennes         |
| Saint-Gilles           | Saent-Jill            | Sant-Jili-Roazhon  | 5.489            | 20,72        | 35590       | 35275      | Rennes         |
| Saint-Gondran          | Saent-Gondran         | Sant-Gondran       | 629              | 4,40         | 35630       | 35276      | Rennes         |
| Saint-Médard-sur-Ille  | Saent-Médart          | Sant-Marzh-an-Il   | 1.350            | 18,22        | 35250       | 35296      | Rennes         |
| Saint-Symphorien       | -                     | Sant-Sinforian     | 613              | 7,91         | 35630       | 35317      | Rennes         |
| Vignoc                 | Vinyoc                | Gwinieg            | 2.290            | 14,09        | 35630       | 35356      | Rennes         |
| Kanton Melesse         | Melècz                | Meled              | 39.125           | 210,24       | -           | 3514       | -              |

## Politik
Im 1. Wahlgang am 22. März 2015 erreichte keines der vier Wahlpaare die absolute Mehrheit. Bei der Stichwahl am 29. März 2015 gewann das Gespann Ludovic Coulombel/Gaëlle Mestries (beide PS) gegen Jean-Michel Arbona/Antoinette Depresle (beide DVD) mit einem Stimmenanteil von 56,51 % (Wahlbeteiligung:50,81 %).
| Vertreter im conseil général des Départements | Vertreter im conseil général des Départements | Vertreter im conseil général des Départements |
| Amtszeit                                      | Name                                          | Partei                                        |
| --------------------------------------------- | --------------------------------------------- | --------------------------------------------- |
| 2015–                                         | Ludovic Coulombel Gaëlle Mestries             | PS                                            |